# ورقيات الأصابع
ورقيات الأصابع (الاسم العلمي: Phyllodactylidae)، فصيلة من الوزغات تتألف من أكثر من 150 نوعًا في 10 أجناس، موزعة في جميع أنحاء العالم الجديد وشمال إفريقيا وأوروبا والشرق الأوسط.